# Jessica Roberts
Jessica Anne Roberts (Carmarthen, 11 april 1999) is een Britse wielrenster die zowel actief is op de baan als op de weg. 

## Carrière

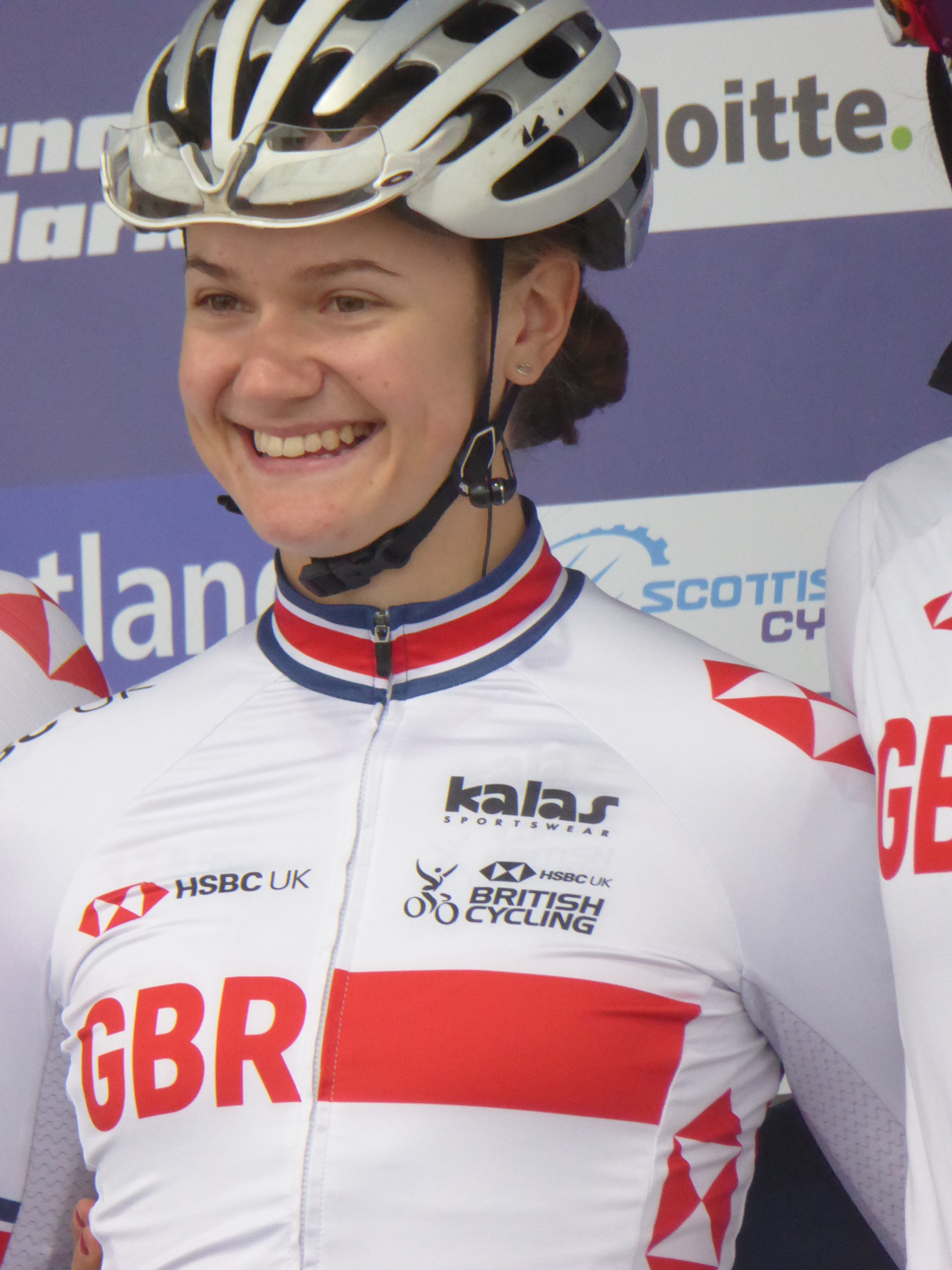
Jessica Roberts in 2019

Roberts nam in 2018 deel aan de Gemenebestspelen. Dat jaar won ze de wegwedstrijd tijdens de Britse kampioenschappen. Tijdens de Europese Spelen van 2019 won ze samen met Megan Barker de koppelkoers en behaalde ze met de Britse ploeg een tweede plaats op de ploegenachtervolging. Ze reed in 2020 en 2021 voor de Australische wielerploeg Mitchelton-Scott en in 2022 en 2023 voor het Noorse Coop-Hitec Products. Tijdens de Gemenebestspelen 2022 werd ze 18e in de wegwedstrijd.
Jessica is de jongere zus van wielrenster Amy Roberts.

## Palmares

### Wegwielrennen
2017
Proloog en 3e etappe Healthy Ageing Tour, junior dames
2018
 Brits kampioene op de weg, elite
2019
4e en 5e etappe Ronde van Bretagne

### Baanwielrennen
| Jaar     | BK                                            | EK                                  | WK                            | Overige                                                |
| Junioren | Junioren                                      | Junioren                            | Junioren                      | Junioren                                               |
| -------- | --------------------------------------------- | ----------------------------------- | ----------------------------- | ------------------------------------------------------ |
| 2016     |                                               | omnium, · ploegenachtervolging      | puntenkoers                   |                                                        |
| 2017     | koppelkoers                                   |                                     |                               |                                                        |
| Beloften |                                               |                                     |                               |                                                        |
| 2018     |                                               | ploegenachtervolging, · koppelkoers |                               |                                                        |
| 2019     |                                               | omnium                              |                               |                                                        |
| Elite    |                                               |                                     |                               |                                                        |
| 2017     | koppelkoers, · ploegenachtervolging           |                                     |                               |                                                        |
| 2018     | ploegenachtervolging, · omnium, · puntenkoers |                                     |                               | Gemenebestspelen: 5e ploegenachtervolging              |
| 2019     | ploegenachtervolging                          |                                     |                               | Europese Spelen: · koppelkoers, · ploegenachtervolging |
| 2022     |                                               | scratch                             | scratch                       |                                                        |
| 2023     | ploegenachtervolging, · scratch               |                                     |                               | Milton: ploegenachtervolging                           |
| 2024     |                                               | ploegenachtervolging · afvalkoers   | ploegenachtervolging · omnium | Olympische Spelen: · ploegenachtervolging              |

Allen · Brown · Elvin · Ensing · Kennedy · Roberts · Roy · Spratt · Tenniglo · Van Vleuten · Williams
Allen · Brown · Campbell · Ensing · Fidanza · Kennedy · Roberts · Roy · Santesteban · Spratt · Tenniglo · Williams · Žigart
Andersson · Boogaard · Dale · Feldmann · Gåskjenn · Iversen · Jørgensen · Mohr · Nelson · Olsen · Riffel · Roberts · Soland · Steigenga · Swinkels · Tveit · Ytterhus Haugset
Boogaard · Dale · Danford · Grangier · Iversen · Jonker · Jounier (vanaf 18/4) · Jørgensen · Lind (vanaf 1/4) · Mohr · Nelson · Rissveds (vanaf 1/6) · Roberts · Soland (tot 28/2) · Swinkels · Tveit · Ytterhus Haugset